# Osiedle Nadstawna
Osiedle Nadstawna – jedno z 12 osiedli (jednostek pomocniczych gminy), na jakie podzielone jest miasto Biłgoraj.

## Dane ogólne
Osiedle Nadstawna zlokalizowane jest w środkowej części miasta, pomiędzy Śródmieściem (od wschodu) i osiedlem im. Stefana Batorego (od zachodu).
Zachodnią granicą osiedla jest rzeka Biała Łada. Granicę wschodnią wyznacza ulica Nadstawna, a północną i południową – ulice Lubelska i Henryka Dąbrowskiego.
Obszar administracyjny osiedla obejmuje głównie blokowiska, znajdujące się między Białą Ładą i ulicą Nadstawną. W granicach znajduje się też niewielka liczba domów jednorodzinnych, a wzdłuż rzeki ciągną się łąki i nieużytki. Ze względu na bezpośrednie sąsiedztwo centrum miasta, ulica Nadstawna wraz z otoczeniem skupia pewną liczbę obiektów usługowych – handlowych i gastronomicznych.
Pomiędzy blokami osiedla zlokalizowany jest gmach Szkoły Podstawowej Nr 5 im. ks. Jana Twardowskiego. Wokół obiektów szkolnych znajdują się place sportowe – m.in. boiska i korty tenisowe – służące ogółowi mieszkańców najbliższej okolicy. Również w otoczeniu bloków, przy ul. Nadstawnej, zlokalizowany jest skansen Zagroda Sitarska – oddział Muzeum Ziemi Biłgorajskiej.
Na terenie osiedla Nadstawna od kilku lat powstaje prywatna inwestycja Miasteczko na Szlaku Kultur. Jest to osiedle mieszkalno-usługowe, które swoją architekturą nawiązuje do dawnej, tradycyjnej, drewnianej zabudowy Biłgoraja, istniejącej do 1939 r. W stanie na 2018 r. obejmuje ono kilka zamieszkanych kamienic, stylizowane pawilony handlowe oraz wierną rekonstrukcję drewnianej synagogi z Wołpy (obecnie miasta na Białorusi, przed 1939 r. w Polsce; sama synagoga została zniszczona przez hitlerowców). Projektantem architektury Miasteczka jest Rudolf Buchalik.
Pod względem rozległości przestrzennej osiedle Nadstawna jest jedną z najmniejszych jednostek podziału administracyjnego miasta. Powierzchnia osiedla wynosi ok. 36,8 ha.
Organem uchwałodawczym osiedla jako jednostki pomocniczej gminy miejskiej Biłgoraj jest Rada Osiedla. Organ wykonawczy to Zarząd Osiedla.

## Galeria

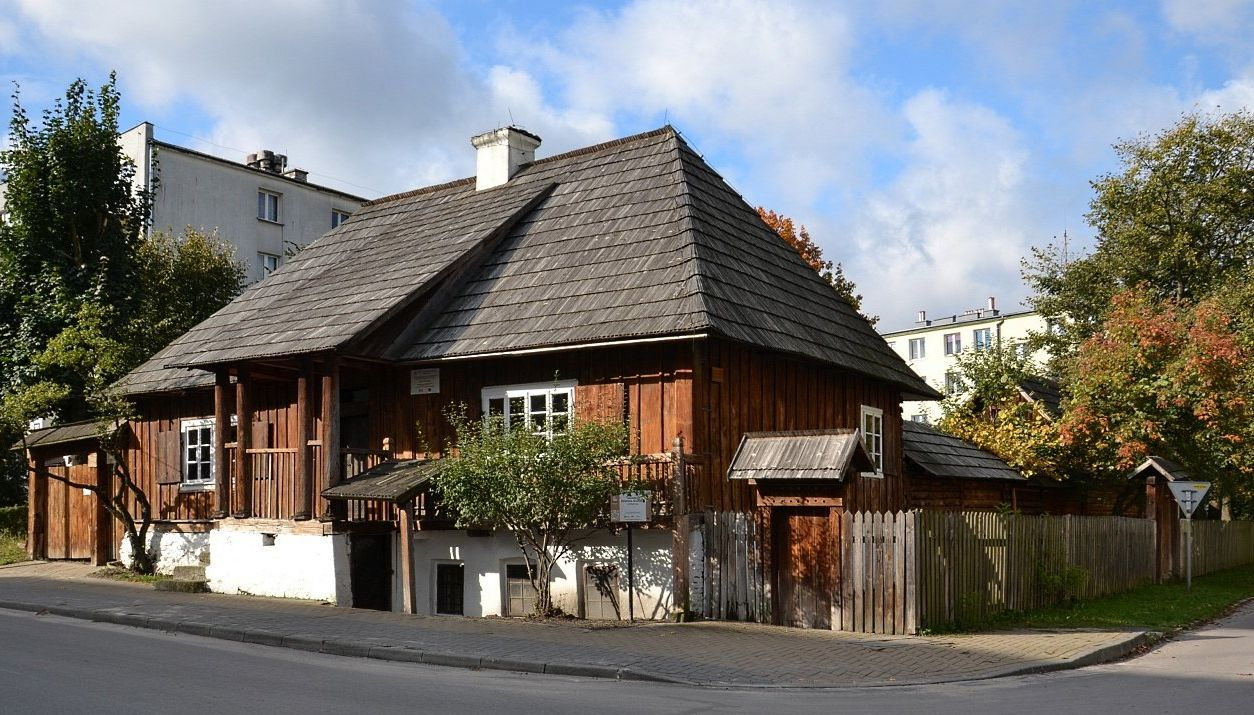
Skansen Zagroda Sitarska.
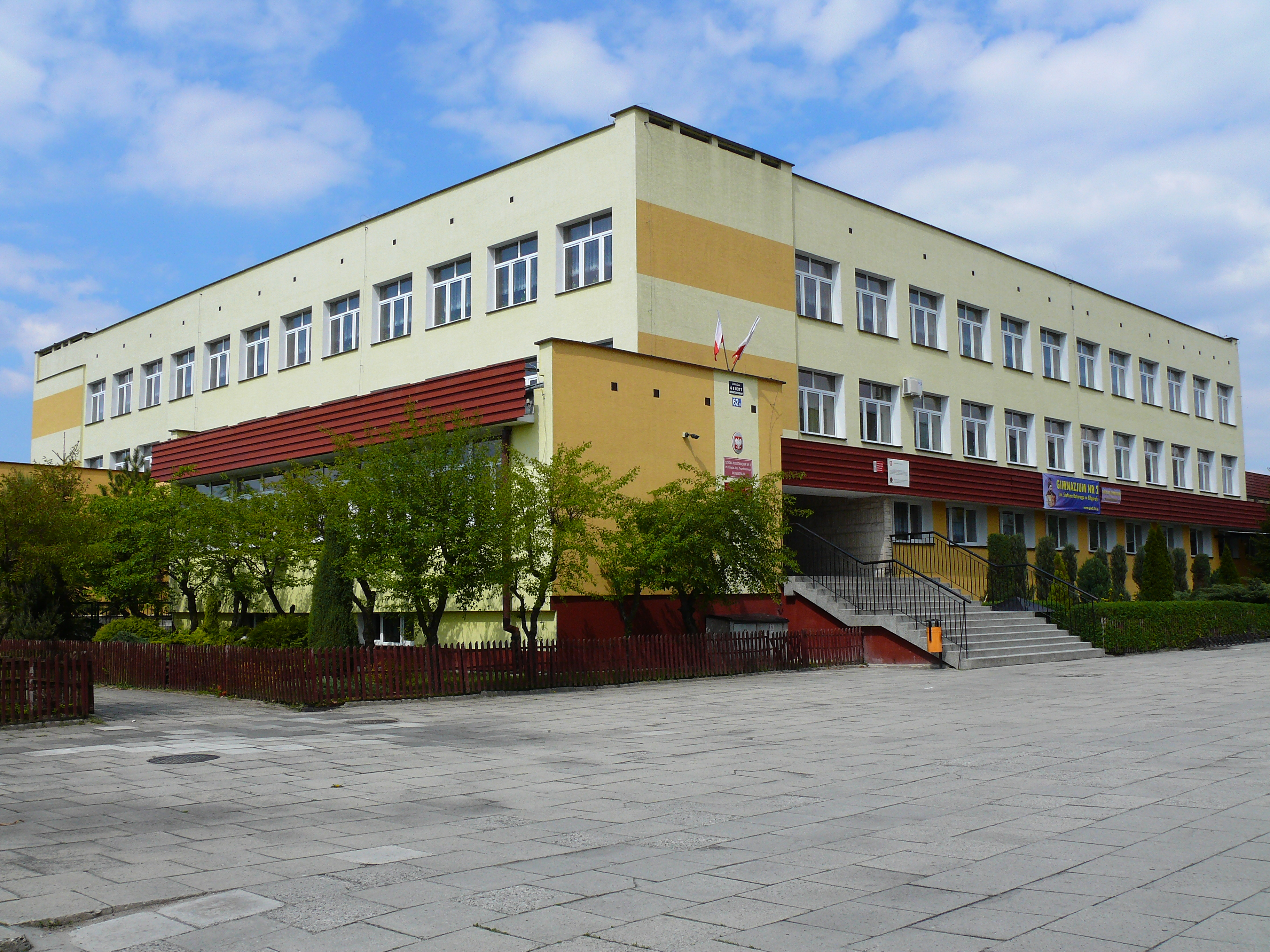
Szkoła Podstawowa Nr 5 im. ks. Jana Twardowskiego.
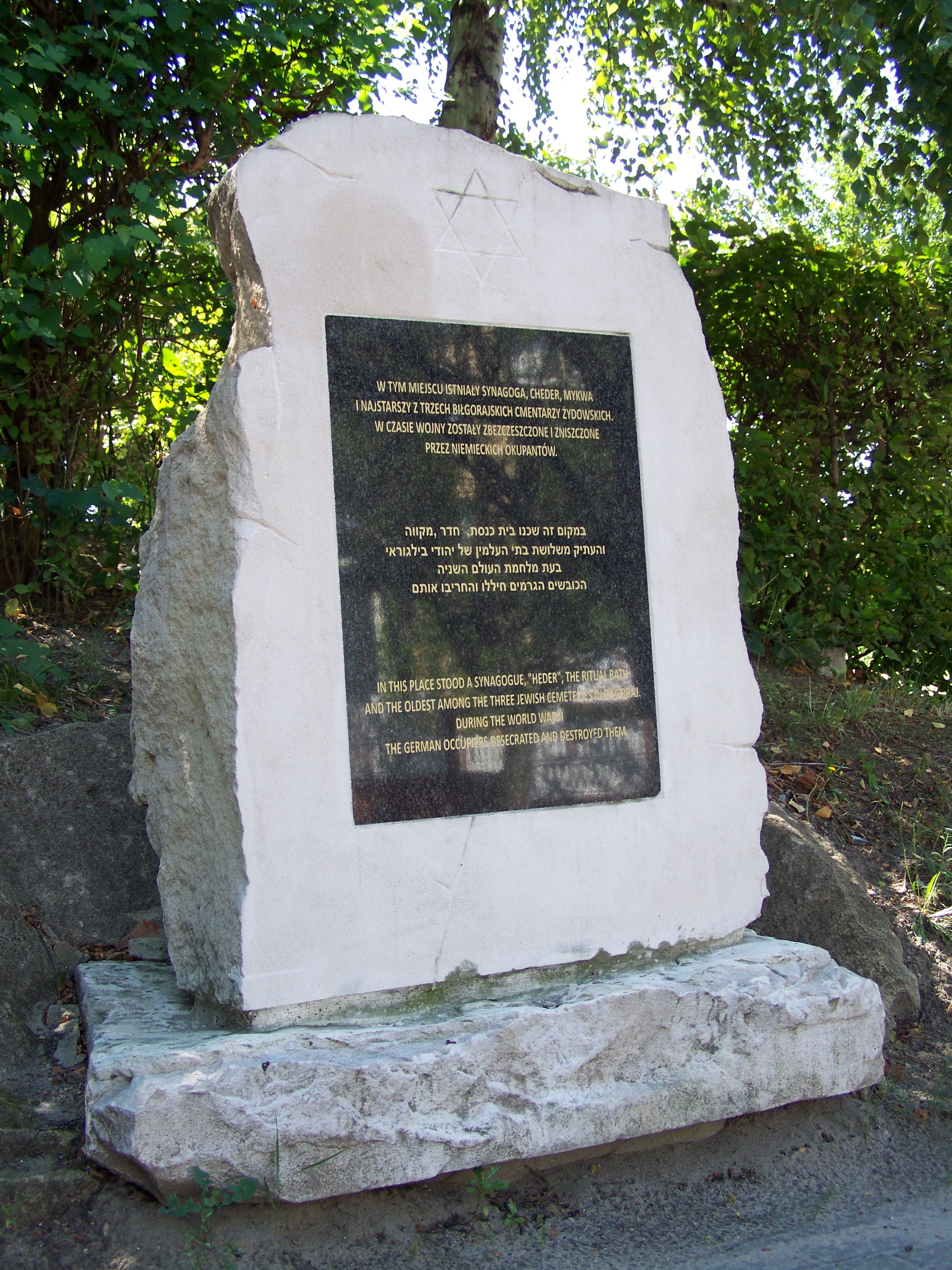
Obelisk w miejscu dawnej synagogi, zniszczonej przez hitlerowców.
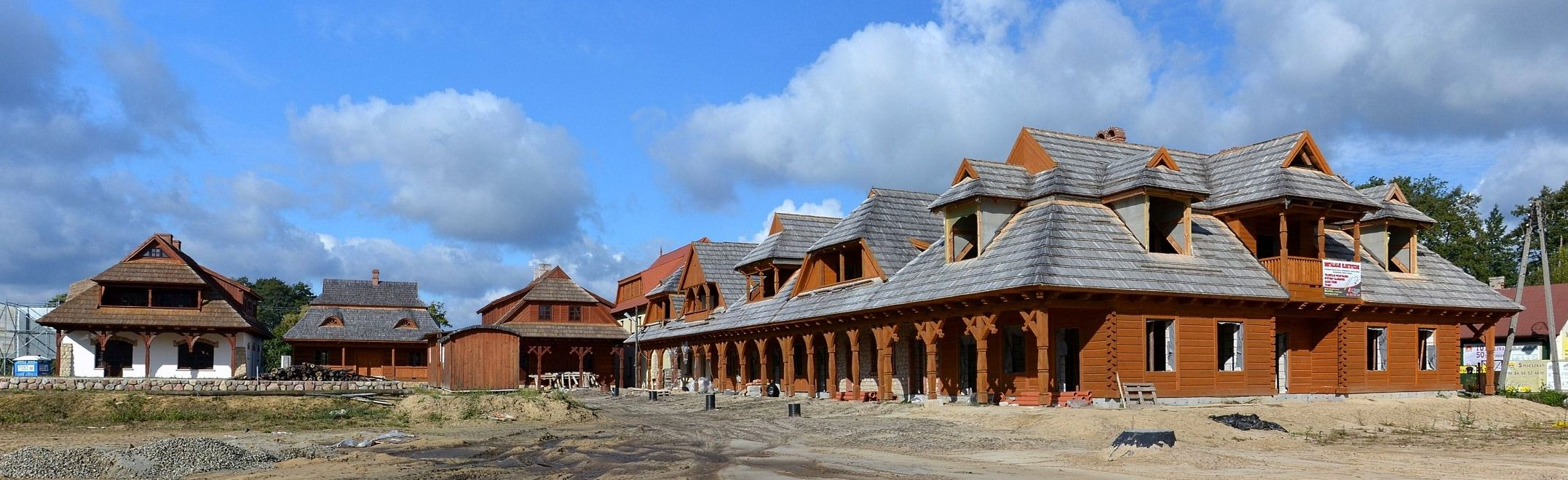
Budowa Miasteczka na Szlaku Kultur – pawilony handlowe.
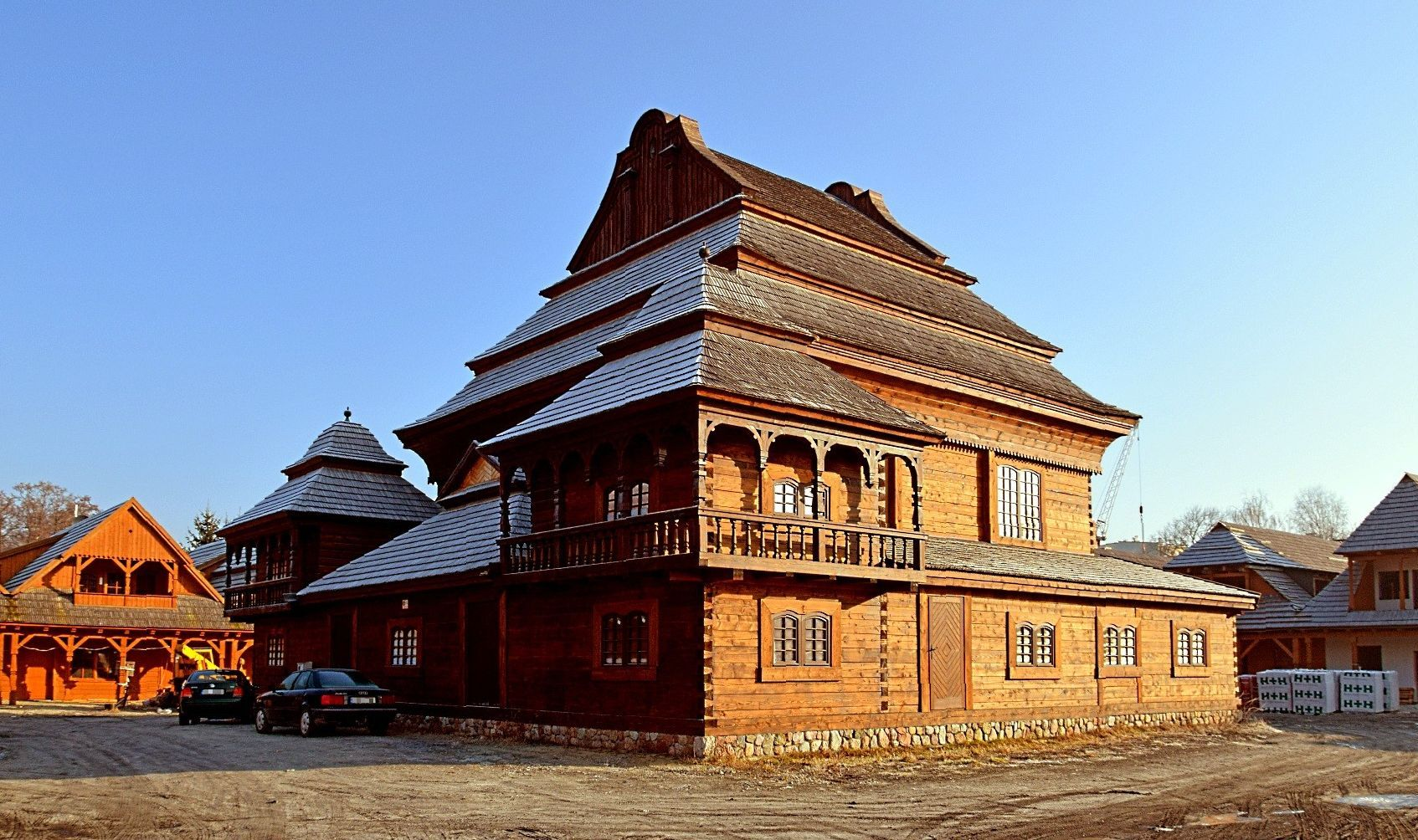
Budowa Miasteczka na Szlaku Kultur – rekonstrukcja synagogi z Wołpy.

## Informacje historyczne
Ulica Nadstawna jest jedną z najstarszych ulic Biłgoraja. Od momentu lokacji w drugiej połowie XVI w. zamykała miasto, obiegając je od strony zachodniej. Poza zabudowaniami, dalej na zachód od ulicy, znajdowały się bagna i rozlewiska Białej Łady.
Ulicę Nadstawną zamieszkiwali chrześcijanie, a w mniejszym stopniu Żydzi. Ci drudzy na północnym krańcu ulicy, przy skrzyżowaniu z ulicą Lubelską, posiadali zespół obiektów sakralnych, wśród których najważniejsza była synagoga. Budynki te zostały zniszczone przez hitlerowców w okresie okupacji niemieckiej 1939-1944.
Do 1939 r. wzdłuż ulicy zlokalizowane były drewniane domy, stanowiące przykład charakterystycznej, dawnej architektury biłgorajskiej. Duża część z nich stanowiła warsztaty, w których niegdyś pracowali przedstawiciele tradycyjnego rzemiosła miejskiego – sitarstwa. Budynki te zostały w większości zniszczone w toku walk wojny 1939 r. Po 1944 r. drewnianą zabudowę ulicy jeszcze odbudowywano, niemniej w latach 60. i 70. nastąpił jej kres, związany z wytyczeniem nowych ulic oraz budową osiedla bloków mieszkalnych. Jedynym pozostawionym gmachem drewnianym jest pochodzący z 1810 r. dom, w którym obecnie mieści się wymieniony wyżej skansen Zagroda Sitarska.
W czasach komunizmu w Polsce osiedle bloków, jak i sama ulica Nadstawna, nosiły imię Jana Krasickiego. Po upadku komunizmu władze miasta powróciły do dawnej, historycznej nazwy ulicy.
Osiedle Nadstawna jako obecną jednostkę podziału administracyjnego w sensie formalnym powołano do życia Uchwałą Rady Miasta w Biłgoraju z dnia 25 sierpnia 2004 r.